# Lushious Massacr
Lushious Massacr es una drag queen mexicanoestadounidense, maquilladora profesional y personalidad de redes sociales con base en Brownsville, Texas. Ganó el Premio Emmy de "mejor maquillaje para un programa de variedades, no ficción o reality" en 2022 por su trabajo en la serie de telerrealidad de HBO We're Here.

## Primeros años
Nacida como Martin De Luna Jr., Massacr es originaria de Brownsville, Texas. Se mudó a Houston para desarrollar su carrera drag, donde su persona fue moldeada por la escena drag de Houston. Después de siete años en Houston, regresó a Brownsville.

## Carrera

### Maquillaje artístico
Massacr comenzó su carrera profesional trabajando como maquilladora para MAC Cosmetics. En 2019, fue seleccionada como miembro del Sephora Squad, el programa de influencers de la tienda de belleza.
Su trabajo en la serie de telerrealidad de HBO We're Here, donde se desempeñó como maquilladora de Shangela, le valió el Premio Emmy al maquillaje sobresaliente para un programa de variedades, no ficción o reality en 2022. Compartió este premio con Jeremy Damion Austin y Tyler Devlin por el episodio "Kona, Hawái".

### Televisión
En 2016, Massacr apareció en la serie web Transformations with James St. James, producida por World of Wonder Productions. También ha aparecido como jurado en la serie de competencia de telerrealidad Drag Latina.

### Redes sociales
Massacr opera un canal de YouTube con una serie llamada Dragvestigations, donde visita establecimientos comerciales mientras está en drag y proporciona comentarios humorísticos. En estos videos, actúa bajo la persona "Mimi" y ha desarrollado frases populares ("brick", "creature", "don't do it little girl", "cross dresser", "bitter") que han resonado con las audiencias.

### Activismo
En 2019, Massacr creó un video de comentario político en el muro fronterizo México-Estados Unidos en Brownsville, utilizando la aplicación de maquillaje como forma de protesta contra las políticas de inmigración de la administración Trump y la declaración de una emergencia nacional en la frontera.
Massacr ha sido activa en la defensa de los derechos LGBT. En marzo de 2025, habló en la «Marcha de Liberación Queer y Trans» en Dallas, donde se dirigió a una multitud de cientos reunidos en respuesta a la legislación y políticas anti-LGBT. En su discurso, declaró: "Recuerden lo que nos costó llegar a este punto. No ha sido fácil. Hemos pagado un precio alto por existir, y estaremos condenadas si nos lo van a quitar". Ha sido reconocida como parte de la comunidad más amplia de defensa LGBT+ en el Valle del Río Grande.

## Filmografía
| Año  | Título                               | Papel        | Notas                                     |
| ---- | ------------------------------------ | ------------ | ----------------------------------------- |
| 2016 | Transformations with James St. James | Ella misma   | Episodio de serie web                     |
| 2022 | We're Here                           | Maquilladora | Episodio "Kona, Hawái"; ganadora del Emmy |
| 2023 | Drag Latina                          | Jurado       | Temporada 2                               |

## Premios y reconocimientos
| Año  | Premio      | Categoría                                                                     | Trabajo    | Resultado |
| ---- | ----------- | ----------------------------------------------------------------------------- | ---------- | --------- |
| 2022 | Premio Emmy | Maquillaje sobresaliente para un programa de variedades, no ficción o reality | We're Here | Ganadora  |